# Peliala levana
Peliala levana là một loài bướm đêm trong họ Erebidae.